# Dignity Health Event Center
Il Dignity Health Event Center è una arena multifunzione situata a Bakersfield, negli Stati Uniti. È operativa dal dicembre 2009 (inaugurata come Jam Events Center), ed è stata la casa dei Bakersfield Jam squadra appartenente alla NBA Development League fino al 2016.
Attualmente la capacità è di 500 posti a sedere, espandibile fino a 700.
Il proprietario dei Jam, Stan Ellis, ha stimato che nel 2010 la squadra ha risparmiato 500.000 dollari a stagione utilizzando questa struttura invece della più grande Rabobank Arena per le partite casalinghe.
A causa della limitata disponibilità di posti a sedere non sono disponibili biglietti per le singole partite.
L'arena è anche la struttura utilizzata per gli allenamenti. Questa duplice funzione, anche se rara, è utilizzata anche da altre squadre appartenenti alla D-League. Con l'inizio della stagione 2009-10, i Los Angeles D-Fenders hanno spostato alcune delle partite casalinghe al Toyota Sports Center dallo Staples Center. Dopo un anno di transizione, 2010-11, i D-Fenders sono tornati a giocare al Toyota Sports Center nel 2011-12.
Il 21 agosto 2012 è stato annunciato che Dignity Health aveva firmato un accordo triennale che prevedeva di sponsorizzare la struttura, cambiandone il nome in Dignity Health Event Center con effetto immediato.